# Holland's Next Top Model (mùa 6)
Holland's Next Top Model, Mùa 6 là mùa thứ sáu của Holland's Next Top Model. Nó được công chiếu vào ngày 26 tháng 8 năm 2013. Đó là mùa đầu tiên được host bởi Anouk Smulders, thay thế Daphne Deckers sau ba mùa.
Người chiến thắng của mùa này là Nikki Steigenga, 18 tuổi từ Rotterdam. Cô giành được:
- 1 hợp đồng người mẫu với Touché Models trị giá €50.000
- 1 hợp đồng người mẫu với Next Model Management ở Luân Đôn
- Lên ảnh bìa tạp chí Glamour
- 1 chiếc xe mới
- 1 chuyến đi tới Majorca để tạo dựng hồ sơ người mẫu chuyên nghiệp

## Các thí sinh
| Thí sinh               | Tuổi | Chiều cao               | Quê quán      | Bị loại ở | Hạng |
| ---------------------- | ---- | ----------------------- | ------------- | --------- | ---- |
| Cheyenne Naomi         | 18   | 1,76 m (5 ft 9+1⁄2 in)  | Rotterdam     | Tập 1     | 13   |
| Sharon Pieksma         | 18   | 1,78 m (5 ft 10 in)     | Rotterdam     | Tập 2     | 12   |
| Rosalie Boekholt       | 19   | 1,75 m (5 ft 9 in)      | Almere        | Tập 3     | 11   |
| Milou Esmee            | 18   | 1,80 m (5 ft 11 in)     | Bergschenhoek | Tập 4     | 10–9 |
| Demy Ben Yanes         | 17   | 1,75 m (5 ft 9 in)      | Amsterdam     | Tập 4     | 10–9 |
| Soraya Schipper        | 23   | 1,78 m (5 ft 10 in)     | Vlaardingen   | Tập 5     | 8    |
| Lotte Keijser          | 18   | 1,77 m (5 ft 9+1⁄2 in)  | Katwijk       | Tập 6     | 7    |
| Kelsey Hendrix         | 18   | 1,75 m (5 ft 9 in)      | Lent          | Tập 7     | 6    |
| Baldijntje Klip        | 20   | 1,82 m (5 ft 11+1⁄2 in) | Streefkerk    | Tập 8     | 5    |
| Daelorian van der Kolk | 16   | 1,70 m (5 ft 7 in)      | Amersfoort    | Tập 9     | 4    |
| Bo Kossen              | 18   | 1,75 m (5 ft 9 in)      | Schagen       | Tập 9     | 3    |
| Anke Jabroer           | 21   | 1,79 m (5 ft 10+1⁄2 in) | Heerhugowaard | Tập 9     | 2    |
| Nikki Steigenga        | 18   | 1,77 m (5 ft 9+1⁄2 in)  | Rotterdam     | Tập 9     | 1    |

## Thứ tự gọi tên
| 1  | Bo         | Bo         | Bo         | Lotte      | Bo         | Nikki      | Bo         | Bo         | Anke Bo Nikki | Nikki     |  |
| 2  | Nikki      | Baldijntje | Anke       | Bo         | Daelorian  | Lotte      | Nikki      | Anke       | Anke Bo Nikki | Anke      |  |
| 3  | Lotte      | Soraya     | Nikki      | Anke       | Soraya     | Anke       | Baldijntje | Nikki      | Anke Bo Nikki | Bo        |  |
| 4  | Kelsey     | Anke       | Lotte      | Soraya     | Lotte      | Daelorian  | Anke       | Daelorian  | Daelorian     | Daelorian |  |
| 5  | Sharon     | Kelsey     | Soraya     | Baldijntje | Kelsey     | Baldijntje | Daelorian  | Baldijntje | Baldijntje    |           |  |
| 6  | Demy       | Lotte      | Daelorian  | Nikki      | Nikki      | Bo         | Kelsey     | Kelsey     |               |           |  |
| 7  | Milou      | Demy       | Baldijntje | Daelorian  | Baldijntje | Kelsey     | Lotte      |            |               |           |  |
| 8  | Cheyenne   | Nikki      | Kelsey     | Kelsey     | Anke       | Soraya     |            |            |               |           |  |
| 9  | Baldijntje | Rosalie    | Demy       | Demy       | Demy Milou |            |            |            |               |           |  |
| 10 | Rosalie    | Milou      | Rosalie    | Milou      | Demy Milou |            |            |            |               |           |  |
| 11 | Anke       | Sharon     | Milou      | Rosalie    |            |            |            |            |               |           |  |
| 12 | Soraya     | Cheyenne   | Sharon     |            |            |            |            |            |               |           |  |

     Thí sinh thuộc top xuất sắc của tuần và giành được 1 chỗ trong căn hộ Basic-Plus
     Thí sinh được miễn loại
     Thí sinh bị loại
     Thí sinh chiến thắng cuộc thi
- Thứ tự gọi tên chỉ lần lượt từng người an toàn

### Buổi chụp hình
- Tập 1: Đồ lót và áo trắng đơn giản trên bãi biển; Video mở đầu chương trình trước súng bắn bột màu
- Tập 2: Trình diễn thời trang từ trên tòa nhà xuống với điện thoại
- Tập 3: Ảnh quảng cáo cho Specsavers trên thang cuốn
- Tập 4: Bộ sưu tập mùa đông của tạp chí Glamour
- Tập 5: Khỏa thân phần trên với người mẫu nam
- Tập 6: Ảnh quảng cáo cho Colgate trên ao
- Tập 7: Ánh nhìn của Luân Đôn trên xe 2 tầng
- Tập 8: Ảnh bìa tạp chí Glamour; Ảnh phóng to đơn giản
- Tập 9: Vũ công balê hoàng gia